# Záskočie
Záskočie – niewielka, krasowa dolinka w Niżnych Tatrach na Słowacji. Jest górną częścią doliny Bielo, będącej odgałęzieniem Jánskiej doliny.

## Położenie
Dolinka znajduje się w zachodniej, tzw. Dziumbierskiej części Niżnych Tatr, po północnej stronie głównego grzbietu niżnotatrzańskiego. Wycięta jest w północnych stokach masywu Krakovej Hali. Opada w kierunku północnym spod przełęczy Sedlo Predných (ok. 1555 m). Od strony zachodniej ogranicza ją grzbiet schodzący w kierunku północnym od szczytu Krakovej Hali przez Sedlo pod Kúpeľom na Kúpeľ, natomiast od wschodu boczny grzbiet schodzący przez tzw. Predné (ok. 1470 m) na Kopę (1420 m). Leży w całości na terenie Parku Narodowego Niżne Tatry, w granicach rezerwatu przyrody Jánska dolina.

## Charakterystyka
Górna część dolinki, pod samym Sedlom Predných, wycięta jest w utworach wapiennych i dolomitowych środkowego i górnego triasu, zaś część niższa – w znacznie młodszych wapieniach i marglach dolnej kredy. Dolinka jest wąska, dzika, jej stoki, zwłaszcza wschodnie ( Predné) są przetykane formacjami skalnymi. Przecieka nią ciek wodny (w górnej części okresowy), stanowiący źródłowy tok potoku Biela. Całość dolinki porośnięta lasem lub kosodrzewiną.
W dolinie odkryto szereg jaskiń krasowych. Wśród nich znajduje się Záskočská jaskyňa (dawn. system jaskiniowy Jaskyňa v Záskočí – Na Predných) – jedna z najgłębszych jaskiń słowackich.